# 女の体当たりサーチ番組 なぜ?そこ?
『女の体当たりサーチ番組 なぜ?そこ?』（おんなのたいあたりリサーチばんぐみ なぜ そこ）は、テレビ朝日で毎週木曜0:15 - 0:45（水曜深夜、JST）に放送されていたバラエティ番組。

## 概要
「あなたはなぜ?そこで?働いているの」をキーワードに、少し変わったところで働いている女性に密着する番組。
MCの八木亜希子は、前番組『紅リサーチ』から続投。
2015年5月30日16:00 - 17:25には、『憤る人をなだめる「まぁまぁマイク」&働く女を徹底取材「なぜ?そこ?」2本立てSP』と題し、初めて全日帯で放送された。
2015年10月1日を以って当番組は終了。MCの八木亜希子に関しては、後継番組『聞きにくい事を聞く』に引き続き出演する。

## 出演
- 八木亜希子

## ネット局
| 放送対象地域   | 放送局               | 系列           | 放送日時                    | 放送開始日    | 備考       |
| -------------- | -------------------- | -------------- | --------------------------- | ------------- | ---------- |
| 関東広域圏     | テレビ朝日 (EX)      | テレビ朝日系列 | 木曜 0:15 - 0:45 (水曜深夜) | 2015年4月2日  | 制作局     |
| 岩手県         | 岩手朝日テレビ (IAT) | テレビ朝日系列 | 木曜 0:15 - 0:45 (水曜深夜) | 2015年4月2日  | 同時ネット |
| 秋田県         | 秋田朝日放送 (AAB)   | テレビ朝日系列 | 木曜 0:15 - 0:45 (水曜深夜) | 2015年4月2日  | 同時ネット |
| 山形県         | 山形テレビ (YTS)     | テレビ朝日系列 | 木曜 0:15 - 0:45 (水曜深夜) | 2015年4月2日  | 同時ネット |
| 福島県         | 福島放送 (KFB)       | テレビ朝日系列 | 木曜 0:15 - 0:45 (水曜深夜) | 2015年4月2日  | 同時ネット |
| 長野県         | 長野朝日放送 (abn)   | テレビ朝日系列 | 木曜 0:15 - 0:45 (水曜深夜) | 2015年4月2日  | 同時ネット |
| 山口県         | 山口朝日放送 (yab)   | テレビ朝日系列 | 木曜 0:15 - 0:45 (水曜深夜) | 2015年4月2日  | 同時ネット |
| 沖縄県         | 琉球朝日放送 (QAB)   | テレビ朝日系列 | 木曜 0:15 - 0:45 (水曜深夜) | 2015年4月2日  | 同時ネット |
| 岡山県・香川県 | 瀬戸内海放送 (KSB)   | テレビ朝日系列 | 火曜 0:20 - 0:50 (月曜深夜) | 2015年4月6日  | 5日遅れ    |
| 青森県         | 青森朝日放送 (ABA)   | テレビ朝日系列 | 水曜 0:45 - 1:15 (火曜深夜) | 2015年4月7日  | 6日遅れ    |
| 鹿児島県       | 鹿児島放送 (KKB)     | テレビ朝日系列 | 水曜 1:45 - 2:15 (火曜深夜) | 2015年4月21日 | 19日遅れ   |
| 新潟県         | 新潟テレビ21 (UX)    | テレビ朝日系列 | 金曜 0:55 - 1:25 (木曜深夜) | 2015年5月1日  | 30日遅れ   |
| 石川県         | 北陸朝日放送 (HAB)   | テレビ朝日系列 | 月曜 1:40 - 2:10 (日曜深夜) | 2015年5月4日  | 33日遅れ   |
| 愛媛県         | 愛媛朝日テレビ (eat) | テレビ朝日系列 | 木曜 1:50 - 2:20 (水曜深夜) | 2015年5月13日 | 41日遅れ   |
| 福岡県         | 九州朝日放送 (KBC)   | テレビ朝日系列 | 木曜 2:20 - 2:50 (水曜深夜) | 2015年5月13日 | 41日遅れ   |

## スタッフ
- ナレーション：島本須美
- 構成：勝木友香、堀江志津、古賀文恵、古川かずな
- 企画：奥川晃弘
- コンセプト：鈴木おさむ、樋口卓治
- カメラ：河野瑞穂、大嶋朋子
- 照明：山本美奈子
- デザイン：鹿内遥
- 美術進行：亀井直子
- 大道具：藤巻朱音
- 小道具：宮本恵美子
- 編集・MA：IMAGICA
- 音効：小松由佳（TSP）
- TK：船木玉緒
- デスク：内藤恵子
- 編成：林智乃
- 宣伝：椿本晶子
- 協力：東京オフラインセンター
- 制作スタッフ：木曽真菜美、田中美月、石井夕賀、藤原万穂、辻智博
- ディレクター：川跡友里、足立原円香、山本希江、尾形正喜
- AP：小川真紀、寄元沙織
- プロデューサー：河村由香、遠藤由一郎
- ゼネラルプロデューサー：樋口圭介
- 制作著作：テレビ朝日